# Simon Shnapir
Simon Shnapir (Moskou, 20 augustus 1987) is een Amerikaans voormalig kunstschaatser. Hij nam in 2014 met Marissa Castelli deel aan de Olympische Winterspelen in Sotsji en won er olympisch brons. In het seizoen 2014/15 schaatste Shnapir met DeeDee Leng.

## Biografie
De Joodse Shnapir werd geboren in de Russische hoofdstad Moskou. Zijn ouders grepen de toenemende openheid in de Sovjet-Unie (glasnost) aan om het land te verlaten; ze wilden naar eigen zeggen hun kind in een vrij land laten opgroeien. Het gezin arriveerde in de Verenigde Staten toen Shnapir zestien maanden oud was. Hij begon op zesjarige leeftijd met kunstschaatsen. In het begin van zijn carrière schaatste hij met Tanya Aziz en Courtney Gill. Rond het jaar 2000 ging Bobby Martin hem coachen.
In april 2006 ging Shnapir een samenwerking aan met Marissa Castelli en hij begon twee maanden erna met haar te trainen. Castelli en Shnapir werden volgens haar aan elkaar gekoppeld, omdat ze uit dezelfde regio kwamen, ervaring hadden met het paarrijden en het beiden leuk vonden. Ze werden in hun derde, en laatste, jaar als junioren zesde op de Junior Grand Prix-finale en wonnen de bronzen medaille bij de WK junioren 2009. In het seizoen 2009/10 kon Castelli een maand niet trainen vanwege een heftige botsing met een andere schaatser. Dit resulteerde in vijftien hechtingen aan de binnenkant van haar dijen.
Castelli en Shnapir hebben vaak in interviews aangegeven dat ze elkaar niet liggen. In 2012 waren ze korte tijd uit elkaar als schaatspaar, maar ze besloten toch weer samen te komen. Na hun terugkeer werden ze tweevoudig Amerikaans kampioen (2013, 2014), wonnen ze brons op de 4CK 2013 en werden ze afgevaardigd naar de Olympische Winterspelen in Sotsji. Hier eindigden ze als negende bij de paren en veroverden ze de bronzen medaille met het landenteam. In mei 2014 beëindigden ze de samenwerking.
In het seizoen 2014/15 schaatste Shnapir met DeeDee Leng. De twee werden achtste op de NK 2015. Tijdens een training liep Leng een hersenschudding op; ze kon het seizoen niet afmaken. Shnapir besloot in juni 2015 zijn schaatscarrière te beëindigen.

## Belangrijke resultaten
2006-2014 met Marissa Castelli, 2014/15 met DeeDee Leng
| Kampioenschap                | 06/07  | 07/08 | 08/09 | 09/10         | 10/11         | 11/12         | 12/13         | 13/14         |               | 14/15         |
| ---------------------------- | ------ | ----- | ----- | ------------- | ------------- | ------------- | ------------- | ------------- | ------------- | ------------- |
| Olympische Spelen            |        |       |       |               |               |               |               | 9e · (team)   |               |               |
| Wereldkampioenschap          |        |       |       |               |               |               | 13e           | 11e           |               |               |
| Viercontinentenkampioenschap |        |       |       | 10e           |               |               | Brons         |               |               |               |
| Nationaal kampioenschap      |        |       |       | 10e           | 5e            | 5e            | Goud          | Goud          | 8e            |               |
| WK junioren                  |        |       | Brons | geen deelname | geen deelname | geen deelname | geen deelname | geen deelname | geen deelname | geen deelname |
| Junior Grand Prix-finale     |        |       | 6e    | geen deelname | geen deelname | geen deelname | geen deelname | geen deelname | geen deelname | geen deelname |
| NK junioren                  | 9e (*) | (*)   | Brons | geen deelname | geen deelname | geen deelname | geen deelname | geen deelname | geen deelname | geen deelname |

(*) = bij de novice